# Klyvningsmönster
Klyvningsmönster kallas inom fosterutvecklingen de alternativa sätten som cellerna i ett embryo kan delas i (klyvas i), under den mitotiska delningsfasen.
De mest grundläggande stegen i en organisms fosterutveckling kan säga oerhört mycket om hur dess morfologi kommer att se ut i senare stadier av dess liv, samt hur dess evolutionära historia har sett ut. Gemensamt inom gruppen metazoer är delvis att de alla bildar en blastula i ett steg av deras fosterutveckling. Hur denna blastula bildas skiljer sig dock mycket mellan de olika ingående grupperna. Klyvningsmönster syftar på utvecklingen från enskild befruktad äggcell till fullt utvecklad blastula och de celldelningar som fulländar denna process (observera att ingen storleksförrändring sker under detta förlopp).
De olika klyvningsmönster som finns beror först och främst på mängden gula samt dess distribution i den befruktade äggcellen. Den första uppdelningen man kan göra är den i holoblastisk- (fullständig) och meroblastisk- (ofullständig) klyvning. Holoblastisk klyvning äger rum när mängden gula är relativt låg medan merolecital klyvning äger rum när mängden gula är relativt hög. Ägg som genomgår holoblastisk klyvning är antingen isolecitala eller mesolecitala. Isolecitala ägg innehåller en väldigt liten mängd gul-ämne som är jämnt utspritt i hela ägget. Mesolecitala ägg har medelmycket gul-ämne, i förhållande till andra ägg, koncentrerat i äggets vegetativa pol. Ägg som genomgår meroblastisk klyvning kallas makrolecitala. Makrolecitala ägg har en stor mängd gul-ämne och delas in i telolecitala och centrolecitala ägg. Telolecitala ägg har sin gula i den vegetativa polen i motsats till centrolecitala ägg där den är placerad i mitten av ägget.

## Holoblastisk klyvning: Bilateralklyvning
Två exempel på bilateral klyvning hos organismer är manteldjur och bläckfiskar. Denna typ av klyvning är speciell bland annat eftersom det redan under första klyvningen bildas två symmetriska halvor som är varandras spegelbilder i embryot och separerar den till sin framtida fram- och baksida. Varje klyvning har samma klyvningsmönster som den första. De två cellerna från första klyvningen klyvs till respektive två celler som är varandras spegelbilder. Dock skiljer sig den andra klyvningen från den första. Den ena blastomeren klyvs till två större anteriorceller medan den andra blastomeren klyvs till två mindre posteriorceller. Då har varje sida varsin stor blastomer (makromer) och en mindre blastomer (mikromer). Under de följande tre klyvningarna kommer man märka att blastomererna skiljer sig från varandra i storlek och form vilket är karaktäristiskt för bilateral klyvning. 
Bilateral klyvning kan vara ofullständig och fullständig. Blastomererna blir fullständigt klyvda och separerade från varandra under bilateral holoblastisk klyvning (ex. manteldjur) och sker i isolecitala ägg. Under bilateral meroblastisk klyvning (ex. bläckfiskar) blir blastomererna klyvda på ett ofullständigt sätt, där de delvis fortfarande sitter ihop. Denna typ sker främst i telolecitala ägg.

## Holoblastisk klyvning: Radialklyvning
I en radialklyvning sker klyvningarna vinkelrätt. Den första klyvningen sker vinkelrätt mot den animal-vegetala axeln, vilket resulterar i två stycken identiska blastomerer. Den andra klyvningen sker i sin tur simultant i de båda cellerna, parallellt med den första klyvningen. I en radial klyvning sitter cellerna precis över varandra, till skillnad från i en spiralklyvning. Namnet på klyvningen kommer från att blastomererna är ordnade i en radial, det vill säga vinkelrät, symmetri i den framtida blastulan.
En radialklyvning är en typ av holoblastisk klyvning, som är karaktäristisk för deutersostomer, till exempel sjöstjärna och groda. En sådan klyvning kan ske i både isolecitala och mesolecitala ägg. Då en radial klyvning sker i ett mesolecitalt ägg, till exempel hos grodor, sker delningen långsammare i den vegetativa polen eftersom den är rikare på gula. Därför kommer den vegetativa polen att bestå av färre och större celler än den animala polen, där celldelningen inte får motstånd av gulämnen. Så småningom kommer det att bildas en hålighet, blastocoel, och en blastula har bildats.

## Holoblastisk klyvning: Spiralklyvning
Spiralklyvning är ett klyvningsmönster av holoblastiska ägg hos virvelmaskar, slemmaskar, plattmaskar, ringmaskar och alla mollusker, undantaget bläckfiskar. Vid spiralklyvning är det i ett tidigt stadium förutbestämt vad cellerna sedan ska bli eftersom gastrulationen brukar påbörjas redan efter 6:e eller 7:e klyvningen. Mönstret för klyvningen är invariabelt, och även om viss fluktuation existerar mellan en del arter, är mönstret konstant inom en art (undantag/mutanter förekommer).
I spiralklyvningar är den första, samt andra, klyvningen meridionala och klyvs i höger vinkel i förhållande till varandra. Detta skapar fyra celler, där tre vanligen är jämnstora och sedan kommer att forma endodermet. Den fjärde cellen, som  oftast är aningen större, kommer sedan att utgöra allt av mesodermet.
Vid den tredje celldelningen är de mitotiska spolarna centrerade till en sida. Något som resulterar i en cirkulär förskjutning så att de fyra övre mikromererna, var och en vilar ovanpå två underliggande makromerer. 

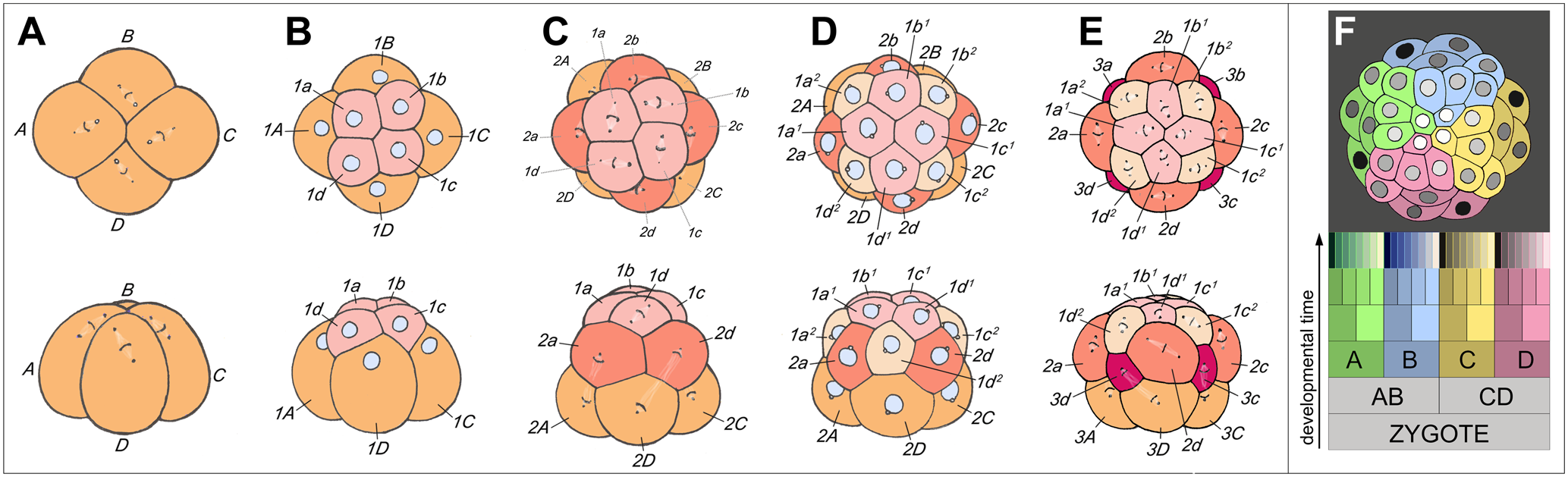
Spiralklyvningen är en klyvningsprocess som främst sker hos holoblastiska ägg.

 Denna placering skapar ett tätt och kompakt cellpaket.
Även den fortsatta delningen sker snett, växlandes från höger till vänster, eller vänster till höger, vilket vrider embryot och skapar spiralmönstret som namngett klyvningen.
Spiralklyvningens anses vara en basmodell av utvecklingen hos djur med tre groddlager då den är vanligt förekommande hos så många fyla.

## Holoblastisk klyvning: Rotationsklyvning
De flesta däggdjur har en rotationsklyvning och en isolecital fördelning av äggula. 

De inledande stegen i embryogenesen hos däggdjur.

 Däggdjuren har bland de minsta äggen och den mest svårstuderande klyvningen i djurens rike. Klyvningen skiljer sig från de flesta andra embryonala celldelningar. Efter befruktningen börjar klyvningen ungefär en dag senare, och cellerna delar sig då väldigt långsamt med cirka 12-24 timmars mellanrum. Den första klyvningen är en normal meridional delning som ger upphov till två dotterceller. Men i den andra klyvningen delar sig ena blastomeren meridionalt och den andra ekvatoriellt. Däggdjurens blastomerer delar sig inte samtidigt, och de delar sig heller inte jämnt från 2- till 4- till 8-celler. Under rotationsklyvning hos däggdjur innehåller embryot ofta ett udda antal celler.

## Meroblastisk klyvning: Diskodialklyvning
Den diskodiala klyvningen kännetecknas av att vara en meroblastisk klyvning, det vill säga en klyvning där zygoten innehåller en relativt stor mängd gula men där endast en del klyvs. Den diskodiala klyvningen förekommer bland annat hos klasserna fåglar, fiskar och reptiler. Gemensamt för dessa grupper är att äggen är telolecitala vilket innebär att majoriteten av gulan är koncentrerad i den vegetativa polen. Klyvningen sker dock i den animala polen där den så kallade blastodisken finns. Hos fåglar sker exempelvis den första klyvningen centralt i blastodisken. Efter den inledande klyvningen bildas ett lager av blastoderm som efter flera klyvningar utvecklas till att bli flera lager tjockt. Under den inledande klyvningen bildas även en subgerminal hålighet mellan gulan och den animala polen. Efter flera klyvningar består ägget av två lager, det övre epiblastet och det undre hypoblastet emellan vilka blastocoelet syns.

## Meroblastisk klyvning: Superficialklyvning
En superficial klyvning har ett meroblastiskt klyvningsmönster och sker i centrolecitala äggceller (äggceller där gulan ligger centrerad) och förekommer hos insekters embryonalutveckling. Vid denna klyvning delar sig kärnan flera gånger utan någon cytokines mellan så att ägget blir multinukleärt. Varje kärna omges då av cytoplasma och efter ett visst antal kärndelningar börjar dessa kärnor med sin cytoplasma att vandra mot ytan av ägget och bildar till slut ett lager runt gulan. Då börjar cellens membran att vika sig och expandera in mellan kärnorna och in under dem så att ett membran bildas kring gulan och kring de enskilda kärnorna och deras cytoplasma så att dessa avskiljs och blir till enskilda celler.